# Evangelische Kirche H.B. in Österreich

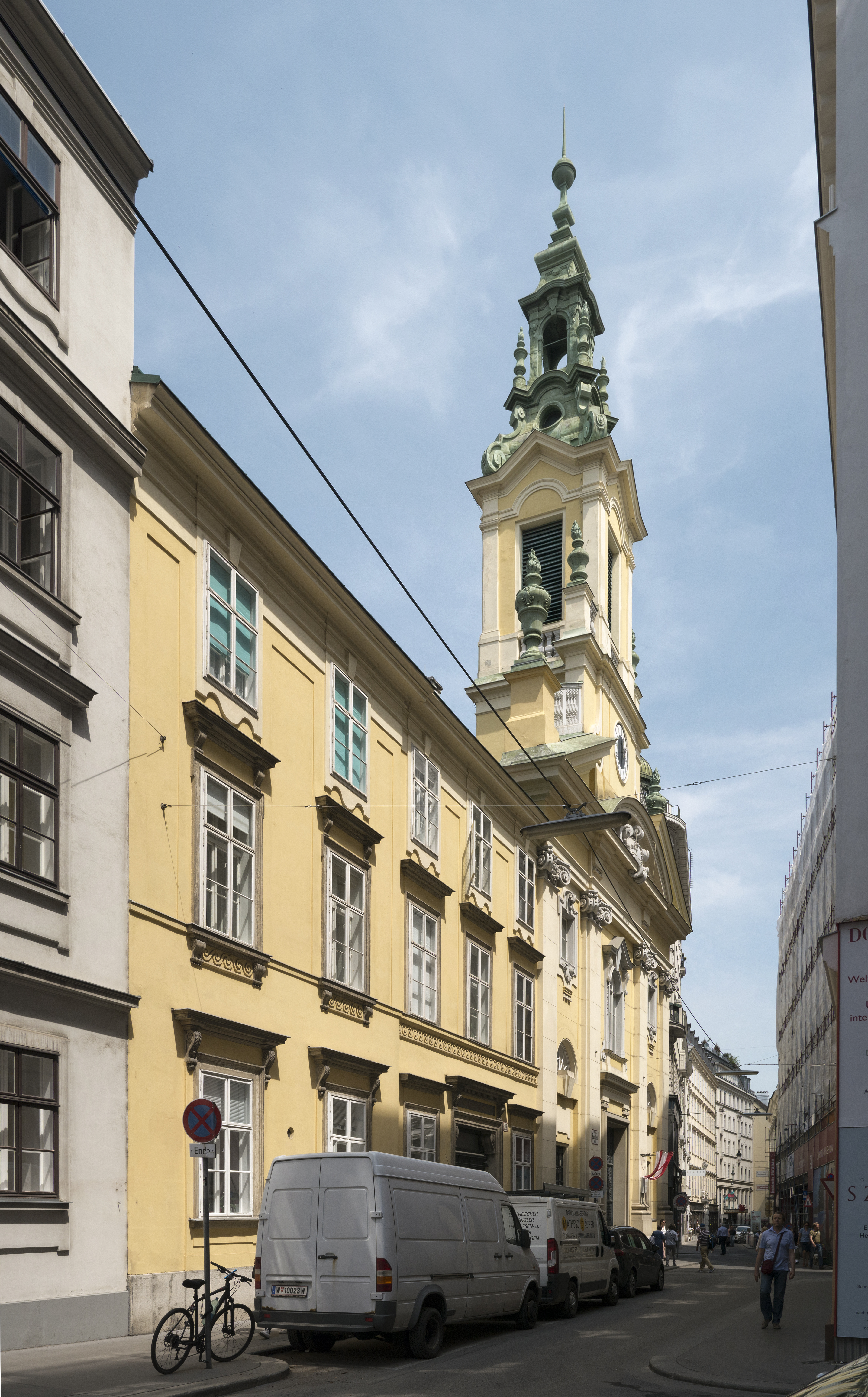
Pfarrhaus und Straßenfront des Hauptsitzes der Reformierten Stadtkirche an der Dorotheergasse

Die Evangelische Kirche Helvetischen Bekenntnisses in Österreich, meist abgekürzt als Evangelische Kirche H. B. in Österreich, ist die reformierte Kirche in Österreich. Das (zweite) Helvetische Bekenntnis von 1562 ist ein wesentliches Glaubensbekenntnis der reformierten Kirchen. Konstituierung wie Namensgebung gehen auf das Toleranzpatent von 1781 zurück.
Ende 2024 hatte die Evangelische Kirche H.B. in Österreich 10.816 (Ende 2019: 12.332) Mitglieder; das entspricht rund 0,12 Prozent der Gesamtbevölkerung (9.198.214 Einwohner).

## Geschichte

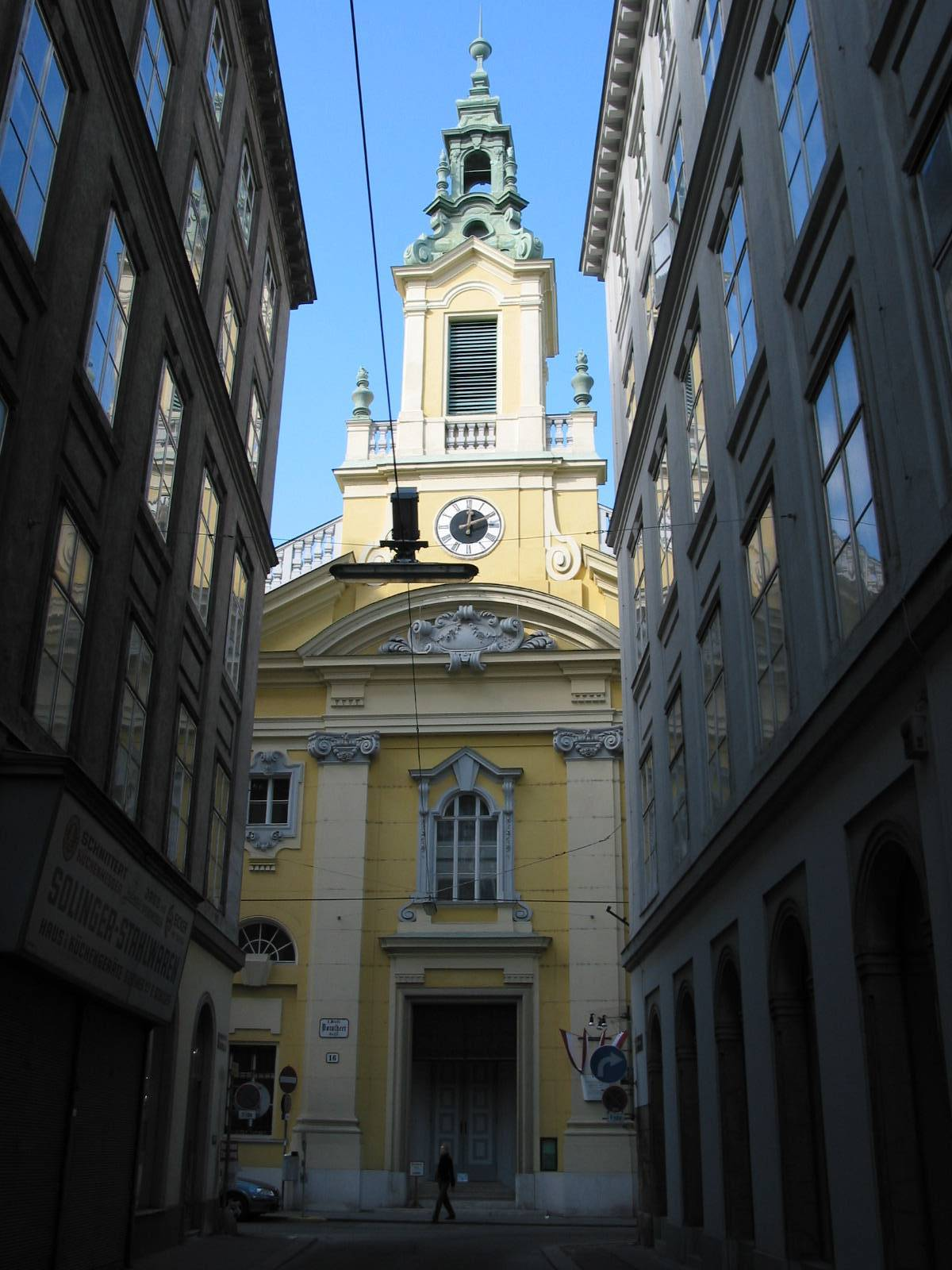
Reformierte Stadtkirche in Wien

### Reformation und Gegenreformation

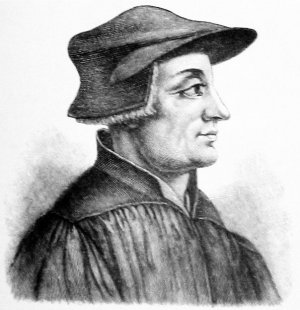
Ulrich Zwingli

Der spätere Schweizer Kirchenreformator Ulrich Zwingli studierte seit 1498 für einige Semester in Wien. Die Stadt war damals ein Zentrum des Humanismus, wo auch Conrad Celtis lehrte. Doch die darauf folgende Reformation in Österreich, als bis zur Gegenreformation etwa 80 Prozent der Bevölkerung evangelisch wurden, war – mit Ausnahme des Burgenlandes, welches damals aber nur zu einem sehr kleinen Teil zu Österreich gehörte – lutherisch geprägt. Georg Erasmus von Tschernembl (1567–1626) war einer der wenigen adeligen Reformierten. Er wurde bei einem Aufenthalt in Genf, wo er auch später als Glaubensflüchtling sterben sollte, zum Calvinisten und überzeugte auch seinen Schwager Gotthard Starhemberg vom Glaubenswechsel. Die Familien Tschernembl und Starhemberg rekonvertierten später zum Katholizismus.
Häufig waren es gut situierte Zuwanderer aus der Schweiz und aus Schottland, die das reformierte Leben Österreichs in der Anfangszeit prägten. Für die ersten Jahrzehnte der Reformation ist es auch schwierig, strikt zwischen Reformierten und Lutheranern zu trennen. Anders war die Situation in Teilen von Westungarn (und damit im heute zu Österreich gehörenden Burgenland), wo es 1591 auf der Synode von Csepreg zum offenen Bruch zwischen beiden protestantischen Konfessionen kam.
Die reformierte Pfarrgemeinde Oberwart ist die einzige in Österreich, die seit der Reformationszeit ohne Unterbrechung besteht. 1673 wurde das Kirchengebäude von deutschen Söldnern besetzt und in eine katholische Kirche umgewandelt. Der Ödenburger Landtag beschloss jedoch 1681, die reformierte Gemeinde zu dulden. In den Jahren 1771–1773 wurde die heutige Kirche errichtet. Die ersten staatlich nicht sanktionierten reformierten Gottesdienste in Wien fanden seit Ende des 17. Jahrhunderts in der niederländischen Gesandtschaftskapelle in deutscher Sprache statt. Dies hing mit der Exterritorialität der Gesandtschaft zusammen. Der erste namentlich bekannte Gesandtschaftsprediger war 1671 Philipp Otto Vietor aus Hessen, der später Superintendent der Diözese Kassel wurde.

### Josephinismus
Zur Konstituierung der Evangelischen Kirche H. B. kam es 1781 durch das Toleranzpatent von Kaiser Joseph II. Damit war es Reformierten wie Lutheranern und Orthodoxen gestattet, Gottesdienste abzuhalten. Das Toleranzpatent, die Basis für die Religionsfreiheit in Österreich, war jedoch mit vielen Einschränkungen verbunden. So durften die Toleranzbethäuser von außen nicht als Kirchen erkennbar sein (Kirchturm, Glocken) und keinen straßenseitigen Eingang besitzen.
Die Bezeichnung H. B. (= Helvetisches Bekenntnis; ursprünglich: H. C. = Helvetische Confession) für eine reformierte Landeskirche ist eine österreichische Besonderheit. Helvetisches Bekenntnis steht einerseits für die Tradition der Schweizer Reformation (Zwingli, Calvin, Bullinger) und andererseits für das zweite Helvetische Bekenntnis, die Glaubensschrift von Heinrich Bullinger.
Der erste Superintendent der Evangelischen Kirche H. B. war seit 1785 der in Frankfurt am Main geborene Carl Wilhelm Hilchenbach. Zu den bekannteren österreichischen Reformierten dieser Zeit gehört der Opernlibrettist Johann Gottlieb Stephanie (1741–1800).

### 19.Jahrhundert und Anfang des 20. Jahrhunderts

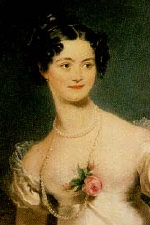
Henriette von Nassau-Weilburg

Zur Superintendentur Inner- und Niederösterreich H. B. gehörten zwei Gemeinden: Wien und Triest mit zusammen 4.520 Mitgliedern im Jahr 1849. Auf dem Gebiet des damaligen Österreich existierten außerdem die Superintendentur H. B. Böhmen mit über 51.000 Mitgliedern und die Superintendentur H. B. Mähren mit knapp 33.000 Mitgliedern. Alle fünf reformierten Superintendenten des 19. Jahrhunderts stammten aus Deutschland. An der Evangelisch-Theologischen Fakultät der Universität Wien wurde 1820 durch Kaiser Franz I. ein bis heute bestehender reformierter Lehrstuhl eingerichtet.
Im Revolutionsjahr 1848 waren von evangelischer Seite wieder Forderungen zur Gleichstellung aller Konfessionen laut geworden. 1861 schließlich wurde unter Kaiser Franz Joseph das Protestantenpatent erlassen, das eine relative rechtliche Gleichstellung der reformierten (und lutherischen) Kirche mit der römisch-katholischen bewirkte. Neben dem Toleranzpatent von 1781 und dem Protestantengesetz von 1961 war das Protestantenpatent das wichtigste Dokument, das das Verhältnis zwischen Staat und evangelischen Kirchen in Österreich regelt.
Noch im Jahr des Protestantenpatents wurde in Bregenz eine Gemeinde gegründet, die damit nach Wien und Oberwart die drittälteste bestehende reformierte Gemeinde auf dem Boden des heutigen Österreichs ist. 1876 wurde eine Predigtstelle im Vorarlberger Feldkirch eingerichtet, nachdem dort bereits 1864 gegen Widerstände seitens der römisch-katholischen Kirche eine Kirche und ein Friedhof errichtet worden waren. 1893 folgte eine Predigtstelle in Wien-Favoriten, 1901 eine weitere in Wien-Ottakring. 1908 wurde die Predigtstation Feldkirch eine eigenständige Gemeinde.
Zu den wichtigsten reformierten Persönlichkeiten im Österreich des 19. Jahrhunderts zählt Henriette von Nassau-Weilburg (1797–1829). Sie heiratete 1815 den katholischen Erzherzog Karl, der damit die erste konfessionelle Mischehe im Haus Habsburg einging. Henriette von Nassau-Weilburg ist auch die einzige Nicht-Katholikin, die in der Kapuzinergruft, der habsburgischen Begräbnisstätte, begraben liegt. Auch der österreichische Handels- und Finanzminister Karl Ludwig von Bruck (1798–1860) war H. B. Im kulturellen Leben des Landes gab es viele Reformierte: den Komponisten Alban Berg (1885–1935), den Maler Fritz L’Allemand (1812–1866), den Architekten Josef Hoffmann (1870–1956) sowie die Schauspieler Carl von La Roche (1794–1884), Amalie Haizinger (1800–1884), Joseph Lewinsky (1835–1907) und Otto Tressler (1871–1965).

### Erste Republik

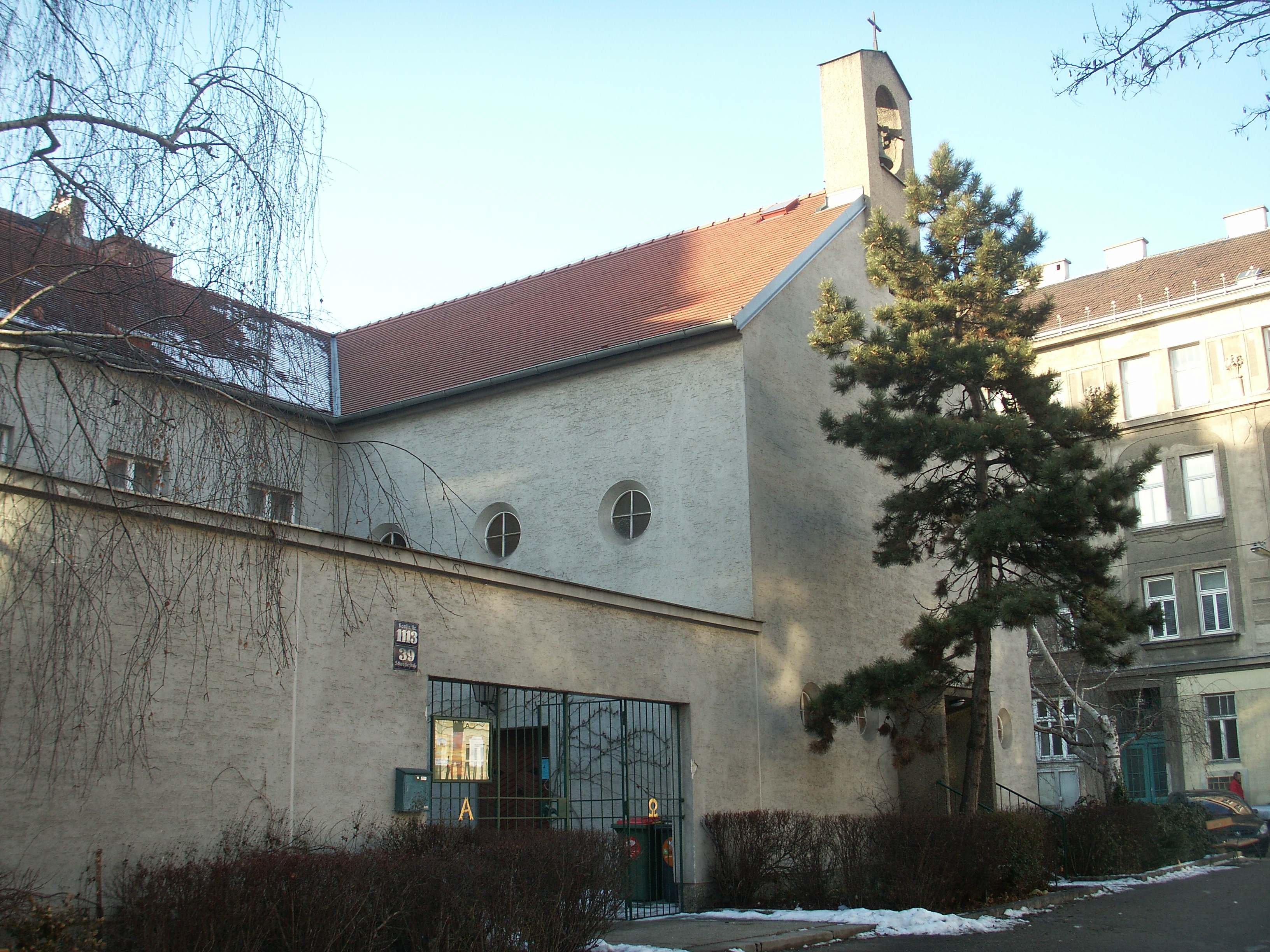
Zwinglikirche der Gemeinde Wien West

Das Burgenland fiel 1920 von Ungarn an die Republik Österreich. Seitdem werden in der vorher rein ungarischsprachigen Gemeinde Oberwart auch deutschsprachige Gottesdienste abgehalten. 1924 wurden die Gemeinden Wien Süd und Wien West gegründet, die auf die reformierten Predigtstellen in Favoriten bzw. Ottakring zurückgingen. 1936 kam Bludenz in Vorarlberg als weitere Predigtstation hinzu. In Wien West wurde 1937 die Zwinglikirche eröffnet. Während der Zeit des Austrofaschismus (1934–1938) und dessen enger Bindung an die Römisch-katholische Kirche kam es zu einer Übertrittswelle seitens der illegalisierten Sozialdemokraten zu den Reformierten.
Einige reformierte Pfarrer schätzten die überkonfessionellen Kontakte in der Evangelischen Allianz: Etwa Hans Jaquemar und Gustav Zwernemann, aber auch der Theologieprofessor Josef Bohatec, seine Ehefrau sowie die Schriftstellerin Hermine Cloeter.

### Nationalsozialismus
Der lutherischen Kirche eilte der Ruf voraus, als „deutsche“ Kirche besonders viele Sympathisanten des Nationalsozialismus unter ihren Mitgliedern zu haben. Die Reformierten hingegen hatten mit ihren liturgischen Besonderheiten (z. B. Bilderverbot) besondere Anziehung auf jüdische Konvertiten ausgeübt. Zu den Opfern des Nationalsozialismus zählen viele Kirchenmitglieder jüdischer Herkunft und der im KZ Mauthausen ermordete reformierte Pfarrer Zsigmond Varga. 1944 musste im Zuge des Zweiten Weltkriegs die Bevölkerung deutschsprachiger reformierter Ortschaften in Jugoslawien fliehen. Ein Teil davon ließ sich in Linz nieder, sie bildeten den Grundstock der späteren Gründung einer reformierten Gemeinde in Linz.

### Seit 1945

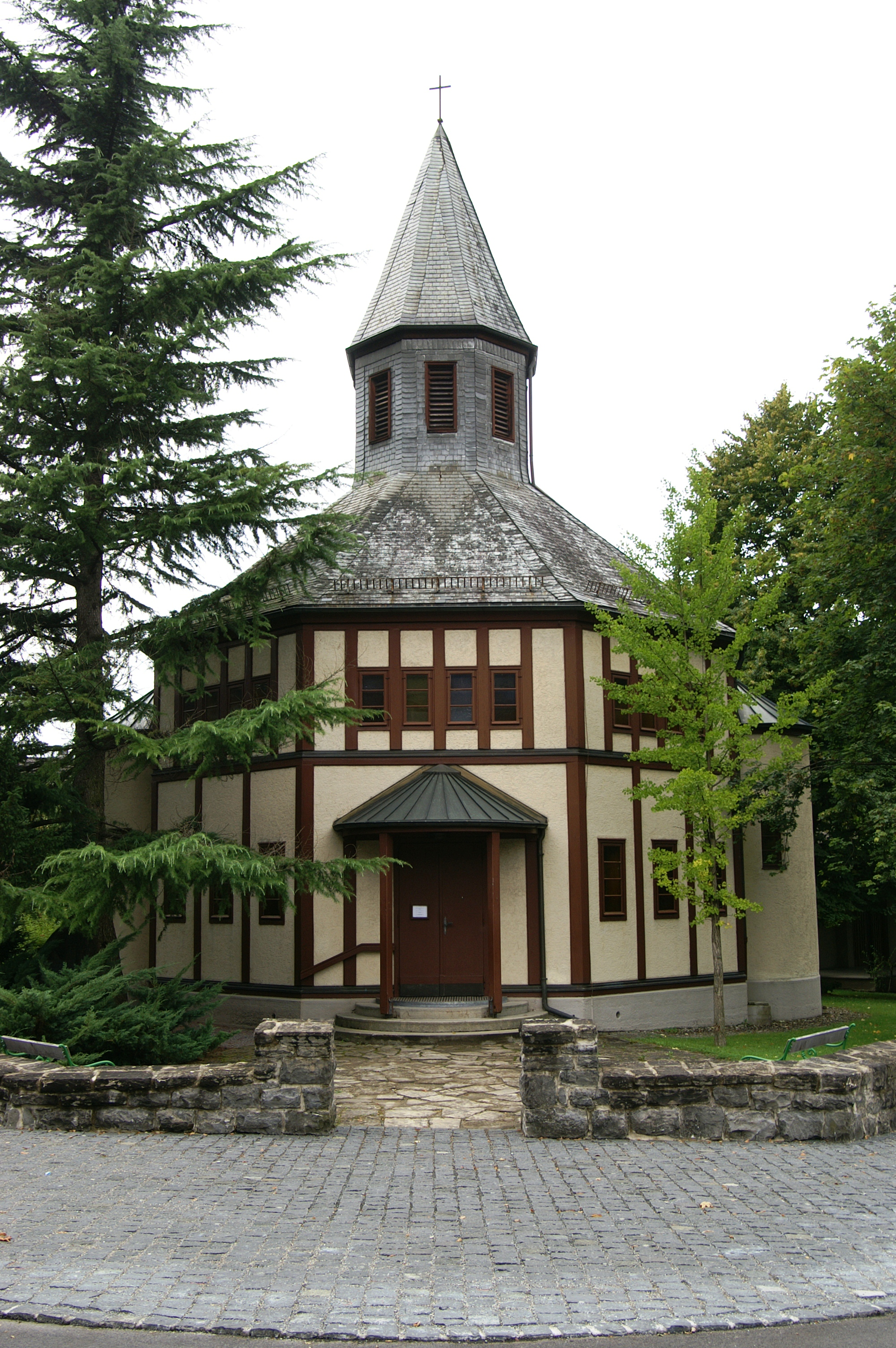
Heilandskirche Dornbirn

1950 kam es durch deutschsprachige Flüchtlinge aus Jugoslawien zur Gemeindegründung in Linz. Das Kirchengebäude wurde 1953 errichtet, ein Gemeindehaus kam 1993 dazu. 1951 wurde die Predigtstation Dornbirn zur selbstständigen Gemeinde erhoben. Der ungarische Volksaufstand 1956 und daraufhin einsetzende Flüchtlingswelle nach Österreich verstärkte nachhaltig das ungarische Element in der Evangelischen Kirche H. B. So werden ungarischsprachige Gottesdienste bis heute in den Gemeinden Wien Innere Stadt, Linz und Oberwart abgehalten. Ebenfalls seit 1956 beheimatet die Erlöserkirche im Souterrain eines neu errichteten Wohnhauses die Gemeinde Wien Süd.
Das Bundesgesetz über die Äußeren Rechtsverhältnisse der Evangelischen Kirche in Österreich von 1961, kurz Protestantengesetz, bewirkte die rechtliche Gleichstellung der evangelischen Kirchen mit der römisch-katholischen Kirche. 1965 wurde in den österreichischen evangelischen Kirchen formal die Frauenordination eingeführt. Im gleichen Jahr errichtete die Gemeinde Feldkirch die Pauluskirche, und die Predigtstelle Bludenz wurde als letzte der heute neun Gemeinden selbstständig. 1967 fand der erste ökumenische Gottesdienst mit den Lutheranern statt, 1974 der erste mit der römisch-katholischen Kirche.
Prägend für die jüngere Geschichte der Evangelischen Kirche H. B. in Österreich wurde die Amtszeit von Landessuperintendent Peter Karner (1986–2004). Unter dem Pfarrer von Wien Innere Stadt wurde unter anderem der Segnungsgottesdienst für homosexuelle Paare eingeführt. Seit 2007 ist Thomas Hennefeld, der Pfarrer in Wien West, reformierter Landessuperintendent. Zu den bekanntesten österreichischen Reformierten der jüngeren Zeit zählen der Verhaltensforscher und Nobelpreisträger Konrad Lorenz (1903–1989), der Architekt Roland Rainer (1910–2004) und der Schauspieler und Kabarettist Maxi Böhm (1916–1982).

## Lehre

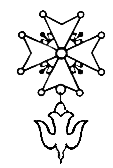
Hugenottenkreuz – ein Symbol der Reformierten

Die Evangelische Kirche H. B. in Österreich gründet sich wie andere reformierte Kirchen auf die reformatorischen Bekenntnisschriften Heidelberger Katechismus (1563) und zweites Helvetisches Bekenntnis (1562). Traditionell gibt es eine stärkere Ausrichtung auf Zwingli und Bullinger als auf Calvin. Eine weitere wichtige Bekenntnisschrift ist die Leuenberger Konkordie (1973; Grundlage für die Gemeinschaft Evangelischer Kirchen in Europa), die die Kanzel- und Abendmahlsgemeinschaft zwischen Reformierten, Lutheranern und Methodisten festschrieb. Im Gegensatz zur A.B.-Kirche werden die reformierten Pfarrerinnen und Pfarrer jedoch nicht auf die Bekenntnisschriften vereidigt.
In der Evangelischen Kirche H. B. wird das offene Abendmahl praktiziert: Auch Angehörige anderer Konfessionen und Kinder werden zum Abendmahl eingeladen. Den Beschluss dazu fasste die Synode 1988, eine entsprechende langjährige Praxis in den Gemeinden ging dem voraus. Eine Empfehlung zum offenen Abendmahl sprach die Generalversammlung des Reformierten Weltbundes bereits 1954 in Princeton (USA) aus.
Die reformierte Kirche ist relativ einheitlich durch liberale Traditionen geprägt. So war die Evangelische Kirche H. B. die erste Kirche in Österreich, die 1998 die Segnung gleichgeschlechtlicher Paare einführte (siehe auch Homosexualität und Religion). Im März 2019 ermöglichte die Kirche die Trauung gleichgeschlechtlicher Paare.
Die Synode beschloss 1996 eine Grundsatzerklärung, in der sie in 19 knappen Grundsätzen die innere Verfasstheit der Kirche und ihre Gebarung nach außen (u. a. Sozialpolitik, Verhältnis zu anderen Religionsgemeinschaften) festschrieb.

## Organisation

### Gemeinden
Die Evangelische Kirche H. B. besteht aus neun Gemeinden, deren vier in Vorarlberg, drei in Wien, eine in Linz und eine in Oberwart liegen. Die Vorarlberger Gemeinden haben auch (und sogar überwiegend) lutherische Mitglieder, gehören aber zur reformierten Kirche. Umgekehrt gibt es auch in der Evangelischen Kirche A.B. (der lutherischen Kirche) gemischt-konfessionelle Gemeinden. Sonst sind die meist wenigen Reformierten bei den lutherischen Gemeinden mitbetreut.
Jede Gemeinde wählt für eine Funktionsperiode von sechs Jahren eine Gemeindevertretung. Die Pfarrer der Gemeinden gehören der Gemeindevertretung kraft ihres Amtes als einfache Mitglieder an. Zu den Aufgaben der Gemeindevertretung gehören die Wahl des Presbyteriums aus ihrer Mitte und der Rechnungsprüfer sowie die Genehmigung des Haushaltsplans und der Rechnungsabschlüsse der Gemeinde. Das Presbyterium (Kirchengemeindeleitung) wird von der Gemeindevertretung gewählt, der Pfarrer gehört ihm automatisch an. Die Aufgabe der Presbyter ist mit Ausnahme der Bereiche, die der Gemeindevertretung oder dem Pfarrer vorhalten sind, die Verwaltung der Gemeinde: etwa die Erstellung des Haushaltsplans und die Durchführung von Wahlen. Das Presbyterium wählt auch Vertreter in die Gesamtkirche. Der Kurator hat die Gemeindeleitung inne (und nicht der Pfarrer, der hauptsächlich mit den geistlichen Belangen der Gemeinde betraut ist). Er wird vom Presbyterium gewählt und führt dort und in der Gemeindevertretung den Vorsitz. Der Pfarrer hat die geistliche Leitung der Gemeinde inne. Gemeinsam mit dem Kurator vertritt er die Gemeinde nach außen. Die Mitglieder der Gemeinden wählen ihre Pfarrer selbst. Die Gemeinde Wien Innere Stadt hat zwei Pfarrstellen, alle anderen Gemeinden je eine. Die jetzige Pfarrerin von Bludenz war in der Evangelischen Kirche H. B. die erste Frau in diesem Amt.
| Gemeinde          | Bundesland                      | Kirchengebäude                        | Gründungsjahr |
| ----------------- | ------------------------------- | ------------------------------------- | ------------- |
| Bludenz           | Vorarlberg                      | Kirche zum Guten Hirten               | 1936          |
| Bregenz           | Vorarlberg                      | Kreuzkirche am Ölrain                 | 1861          |
| Dornbirn          | Vorarlberg                      | Heilandskirche Dornbirn               | 1951          |
| Feldkirch         | Vorarlberg                      | Pauluskirche                          | 1908          |
| Linz              | Oberösterreich                  | Reformierte Pfarrkirche Linz-Leonding | 1953          |
| Oberwart          | Burgenland                      | Reformierte Pfarrkirche Oberwart      | um 1600 um    |
| Wien Innere Stadt | Wien (1.)                       | Reformierte Stadtkirche               | 1781          |
| Wien Süd          | Wien-Favoriten (10.)            | Erlöserkirche                         | 1924          |
| Wien West         | Wien-Rudolfsheim-Fünfhaus (15.) | Zwinglikirche                         | 1924          |

### Gesamtkirche

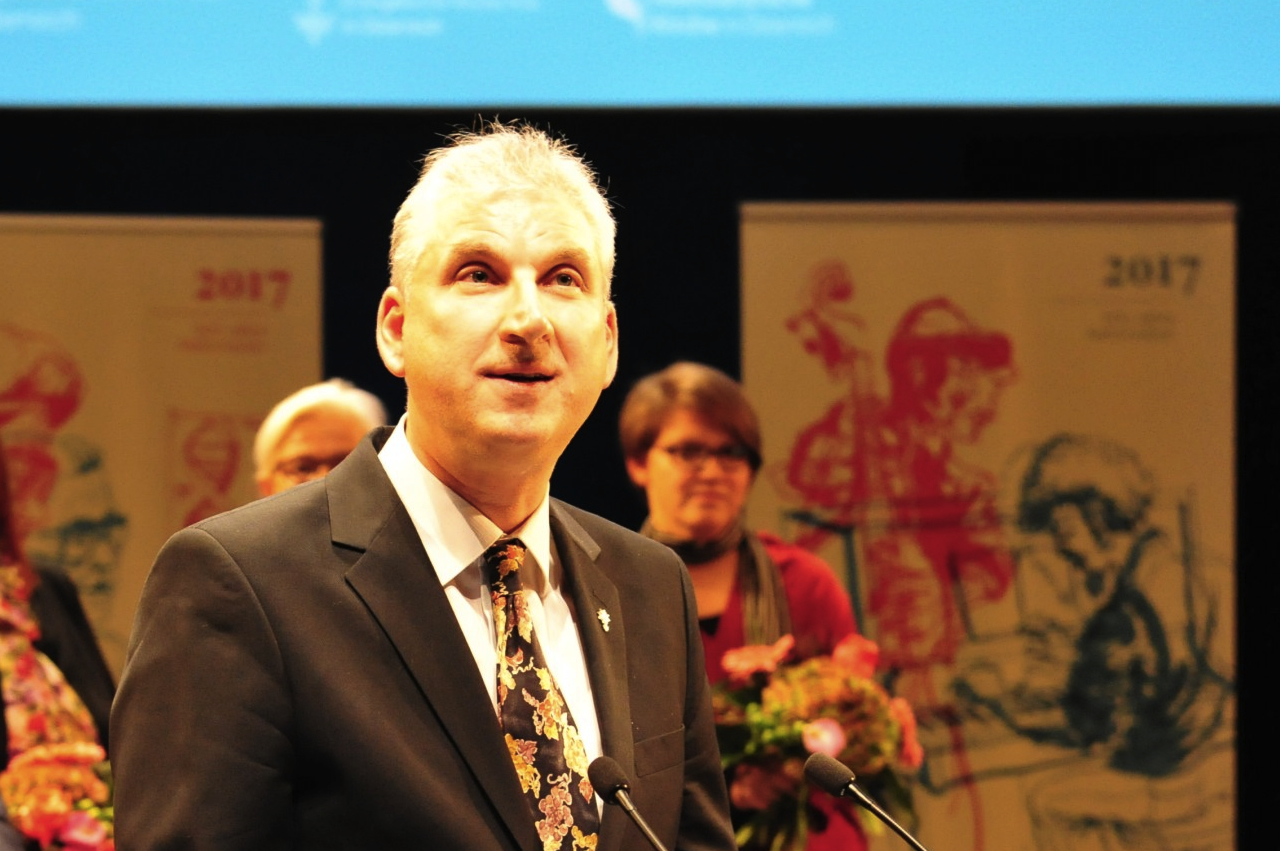
Landessuperintendent Thomas Hennefeld (2016)

Der Aufbau der Evangelischen Kirche H. B. erfolgt von unten nach oben und nach presbyterial-synodalen Prinzipien. Ihre zentralen Gremien bzw. Funktionsträger sind die Synode, der Oberkirchenrat und der Landessuperintendent. Es gibt kein Bischofsamt.
Die Synode bestimmt die theologischen Leitlinien der Kirche und muss die Haushaltspläne und Rechnungsabschlüsse der einzelnen Gemeinden genehmigen. Außerdem wählt sie den Landessuperintendenten. Der Synode gehören an: alle Pfarrer der neun Gemeinden, die von den Presbyterien gewählten weltlichen Vertreter sowie jeweils ein von der Evangelisch-Theologischen Fakultät in Wien und von den Religionslehrern bestimmter Vertreter. Der Oberkirchenrat mit Sitz in Wien leitet die Kirche, ist deren oberstes Verwaltungsorgan und vertritt sie nach außen. Mitglieder sind der Landessuperintendent sowie geistliche und weltliche Vertreter der Synode. Der Landessuperintendent (Bezeichnung bis 1949: Superintendent) wird von der Synode für eine Funktionsperiode von sechs Jahren gewählt. Er muss ein akademisch ausgebildeter Pfarrer sein. Ihm obliegt die geistliche Leitung der Evangelischen Kirchen H. B. Seit 2007 ist Thomas Hennefeld Landessuperintendent.
Siehe auch: Liste der evangelischen Superintendenten in Österreich

### Evangelische Kirche in Österreich
Die Evangelische Kirche H. B. ist gemeinsam mit der Evangelisch-Lutherischen Kirche (A.B.) Teil der Evangelischen Kirche A. u. H. B. in Österreich. Als Kirche sind die Dachorganisation wie die beiden Teilkirchen gesetzlich anerkannt, die Evangelische Kirche A. u. H. B. als Körperschaft des öffentlichen Rechts. Hier werden gemeinsame Verwaltungsangelegenheiten wahrgenommen. So haben die zwei Kirchen eine gemeinsame Verfassung und verwalten etwa den Religionsunterricht und das Kirchenbeitragswesen gemeinsam.

### Interkonfessionelle und internationale Zusammenarbeit
- Für Österreich arbeitet die Kirche im Ökumenischen Rat der Kirchen in Österreich (ÖRKÖ) mit.
- Die Evangelische Kirche H. B. ist ferner Mitglied der Weltgemeinschaft Reformierter Kirchen, der Konferenz der Kirchen am Rhein, der Gemeinschaft Evangelischer Kirchen in Europa (GEKE),[11] und der Konferenz Europäischer Kirchen.

Außerdem vertritt die Kirche A. u. H. B. die beiden Teilkirchen im internationalen Ökumenischen Rat der Kirchen (Weltkirchenrat).

### Medien
Das Reformierte Kirchenblatt erscheint mehrmals jährlich und ist eine gemeinsame Zeitschrift der reformierten Gemeinden in Österreich. Es wurde 1924 erstmals herausgegeben. Erster Chefredakteur (bis 1946) war Johann Karl Egli. Einige H. B.-Gemeinden publizieren auch eigene Gemeindeblätter. Darüber hinaus gibt es weitere Publikationen, etwa Predigtsammlungen.
Die sonstige Medienarbeit (epdÖ – evangelischer Pressedienst, SAAT – Evangelische Zeitung für Österreich, Amt für Hörfunk und Fernsehen für ORF-Sendungen) betreibt die Evangelische Kirche A. u. H. B.